# Сумњиво лице
Сумњиво лице је драма српског писца Бранислава Нушића, писана између 1887. и 1888. године. Први пут је изведена у београдском Народном позоришту 29. маја 1923. године. Роман се на комичан начин бави корумпираним стањем државних чиновника у Србији и утицајем династије Обреновић, што је и утицало на одлуку Милорада Поповића Шапчанина, директора Народног позоришта да се дело не уврсти у репертоар.

## Извођење и објављивање
Премијера Сумњивог лица одиграла се 29. маја 1923. године. Бранислав Нушић је средином 1920. године написао предговор у ком је истакао да је дело настало између 1887. и 1888. године, али да оно није прихваћено од тадашњег управника Народног позоришта, Милорада Поповића Шапчанина. И поред тога што је Милорад позитивно оцјенио дјело, оно није уврштено у репертоар. Разлог томе је помињање владајуће династије Обреновић у лошем контексту. 
Након политичког преврата у земљи и промјене династије, Бранислав је предао рукописе тадашњем управнику позоришта Николи Петровићу. Поред тога што су му се допали и што је честитао Нушићу на комедији, Никола није прихватио дјело због бојазни од политичке реакције.
Убрзо је сменом Петровића, за управника Народног позоришта у Београду постављен Бранислав Нушић. Током двогодишњег управљања суочио се са искушењем да прихвати своје дјело, али је од тога убрзо одустао, сматрајући да треба да послуша савјете Милорада Поповића Шапчанина.
Пред сам почетак Великог рата, Нушић се налазио у Македонији као управник позоришта у Скопљу. Упутио се ка Приштини, не би ли се даље преко Призрена и Албаније евакуисао. Све своје биљежнице и већину недовршених дјела оставио је у Скопљу. Пошто је пут од Приштине до Призрена морао да се препјешачи, Бранислав је морао да одбаци дио својих рукописа како би смањио терет. Међу баченим стварима нашао се и рукопис Сумњивог лица. У Призрену је преостала дјела дао на чување Српкињи, која је папире сакрила испод таванског патоса. Одмах по завршетку рата 1918. Нушић се враћа у Скопље и сазнаје да су бугарски војници пронашли његова скривена дјела у Призрену и спалили их. Убрзо потом, послао је своју супругу Даринку у Приштину како би пронашла гроб његовог оца који је преминуо за време окупације. Пролазивши старим улицама, жену је спазила бивша најамница код којих су Нушићи становали. Том приликом јој је саопштила да је сачувала сву побацану документацију, међу којима је била и драма Сумњиво лице. 
По обнови ратом срушеног позоришта, управник Милан Грол је током свог трећег мандата уврстио Бранислављево Сумњиво лице у репертоар. Дјело је доживјело велику популарност и више реприза у неколико позоришта.

## Радња
Представници тадашње власти били су користољубиви и подмитљиви послушници који су око себе скупљали људе који су им слични и били спремни да учине све како би сачували свој положај. 
Капетан Јеротије је био “каријериста”, глуп и ограничен човек који је волио да чита туђа писма. Хватање сумњивог лица за њега је био начин да обезбједи напредовање у служби, иако то није заслужио, јер је био кукавица и лош државни чиновник. Капетанови помоћници се нису много разликовали од њега. Писар Вића је био улизица, препотентни и безобразни човјек који се преко државне службе обогатио, а Жика необразован човјек и ноторна пијаница. Понашање Јеротија и Виће током истраге, начин хапшења и саслушање недужног младића показују најбоље каква је била власт у тадашњој Србији. Сазнавши ко је сумњиво лице и какве су његове намјере, Јеротије је доживио лични пораз и велику срамоту, али га то није спријечило да учини све како би заштито себе и остао на власти. Довољно је било само да смисли причу и оптужи особу на положају нижем од свога.

### Главна лица
- Јеротије Пантић
- Вића
- Жика
- Марица и Ђока
- Анђа - капетанова супруга
- Газда Миладин
- Газда Спаса
- Алекса Жунић
- Таса и Милисав - писари
- Јоца - пандур

## Филмска адаптација
- Сумњиво лице (филм) - Предраг Динуловић и Софија Соја Јовановић су 1954. године написали сценарио и радили на режији истоименог филма са мотивима Нушићеве комедије.
- Сумњиво лице (ТВ филм из 1979)
- Сумњиво лице (ТВ филм из 1990)